# Kazimierz Kąkol
Kazimierz Kąkol ps. Koch (ur. 22 listopada 1920 w Warszawie, zm. 16 stycznia 2016 tamże) – polski ekonomista, prawnik, publicysta, polityk i nauczyciel akademicki. Powstaniec warszawski i podporucznik Armii Krajowej. Profesor nauk politycznych. Działacz komunistyczny, w latach 1974–1980 minister–kierownik Urzędu do Spraw Wyznań.

## Życiorys
Był synem Bronisława (1885-1959) i Zofii (1894-1946).

### 1939–1945
W maju 1939 zdał maturę w Gimnazjum im. Władysława IV w Warszawie. Brał udział w bitwie pod Kockiem. Zaangażował się w działalność konspiracyjną, udzielał tajnego nauczania. Wstąpił do Armii Krajowej. Krótko studiował architekturę. Należał do zespołu redagującego podziemne czasopismo Młodzież. Następnie przez kilka lat studiował ekonomię. Jako kapral podchorąży ps. Koch pełnił funkcję wykładowcy-instruktora szkolącego młodzież do walki z okupantem.
Walczył w powstaniu warszawskim w składzie baonu harcerskiego „Wigry”, za co został odznaczony Krzyżem Walecznych. Po powstaniu dostał się do niewoli i trafił do obozu jenieckiego w Zeithain koło Drezna. W obozie pracował jako listonosz.
Razem z trzystoma osobami wrócił konno do Polski, ponieważ żołnierze Armii Czerwonej ukradli samochody, które po wyjściu z niewoli Polacy przygotowali do drogi.

### 1945–1990
Po wojnie zaliczono mu trzy lata studiów, które dokończył na Uniwersytecie Łódzkim, zdobywając w 1946 tytuł magistra ekonomii. Został asystentem profesora Wacława Szuberta (1912–1994), następnie pracował w Instytucie Nauk Prawnych Polskiej Akademii Nauk. W 1957 wstąpił do Polskiej Zjednoczonej Partii Robotniczej. Od 1957 do 1974 był redaktorem naczelnym „Prawa i Życia”.
Podczas wydarzeń marcowych 1968 wielokrotnie wypowiadał się na łamach swojego pisma „Prawo i Życie” oraz w telewizji. Był uznawany za wiodącego ideologa marcowych czystek antysemickich. Józef Dajczgewand nazwał Kąkola i Ryszarda Gontarza „wściekłymi psami łańcuchowymi komunizmu”.
Od maja 1974 do kwietnia 1980 był ministrem-kierownikiem Urzędu do Spraw Wyznań w rządzie Piotra Jaroszewicza oraz w rządzie Piotra Jaroszewicza i Edwarda Babiucha. W sprawach związków wyznaniowych w tym Kościoła katolickiego reprezentował stanowisko że ich aktywność powinna być ograniczona wyłącznie do sfery sacrum. Na temat ustawy przyznającej zbyt duże przywileje dla Kościoła katolickiego wypowiedział się, że jest to sprzeczne z zasadami konstytucyjnymi: rozdziału Kościoła od państwa oraz jest naruszeniem równość związków wyznaniowych. Po jego odwołaniu z tego  stanowiska prymas Stefan Wyszyński napisał w liście: Z prawdziwym smutkiem odczytałem list Pana Ministra, o zakończeniu Jego działalności w charakterze Kierownika Urzędu do Spraw Wyznań. Wiem, że Pan Minister pojmuje swoje zadanie w duchu Służby Narodowi. I dlatego na każdym innym stanowisku okaże postawę rzetelnej służby obywatelskiej. Tak odczytałem postawę Pana Ministra na stanowisku w Urzędzie Spraw Wyznań. Do tej pracy wniósł Pan Minister ducha rzetelnego poszanowania ludzi Kościoła, należnego wszystkim -niesienia pomocy, woli zrozumienia Kościoła i Jego służby w Narodzie, a zwłaszcza zabezpieczenia Jego praw przez normalizację. Okres urzędowania Pana Ministra uważam za najlepszy odcinek stosunku Kościoła i Państwa
W latach 1971–1980 był zastępcą członka Komitetu Centralnego PZPR, a od 1980 do 1981 członkiem Centralnej Komisji Rewizyjnej PZPR. Wieloletni członek Prezydium Zarządu Głównego Związku Bojowników o Wolność i Demokrację (od września 1969, po raz ostatni wybrany w skład tego gremium na kongresie ZBoWiD w maju 1985.) W latach 70. był członkiem Rady Redakcyjnej organu teoretycznego i politycznego KC PZPR Nowe Drogi. Od 1984 do 1985 redaktor naczelny pisma „Związkowiec”. W latach 1983–1989 członek Rady Społeczno-Gospodarczej przy Sejmie PRL.
W 1949 uzyskał stopień doktora nauk ekonomicznych, w 1975 został profesorem nadzwyczajnym nauk politycznych. Wykładał na Uniwersytecie Warszawskim. W latach 1968–1973 kierownik studium dziennikarskiego, a następnie do 1974 dyrektor Instytutu Dziennikarstwa UW.
W 1978 razem z biskupem Bronisławem Dąbrowskim był członkiem polskiej delegacji, która spotkała się z nowo wybranym papieżem Janem Pawłem II.
Od 1985 do 1989 był dyrektorem Głównej Komisji Badania Zbrodni Hitlerowskich – Instytutu Pamięci Narodowej. W latach 1988–1990 członek Rady Ochrony Pamięci Walk i Męczeństwa.

### 1990–2016

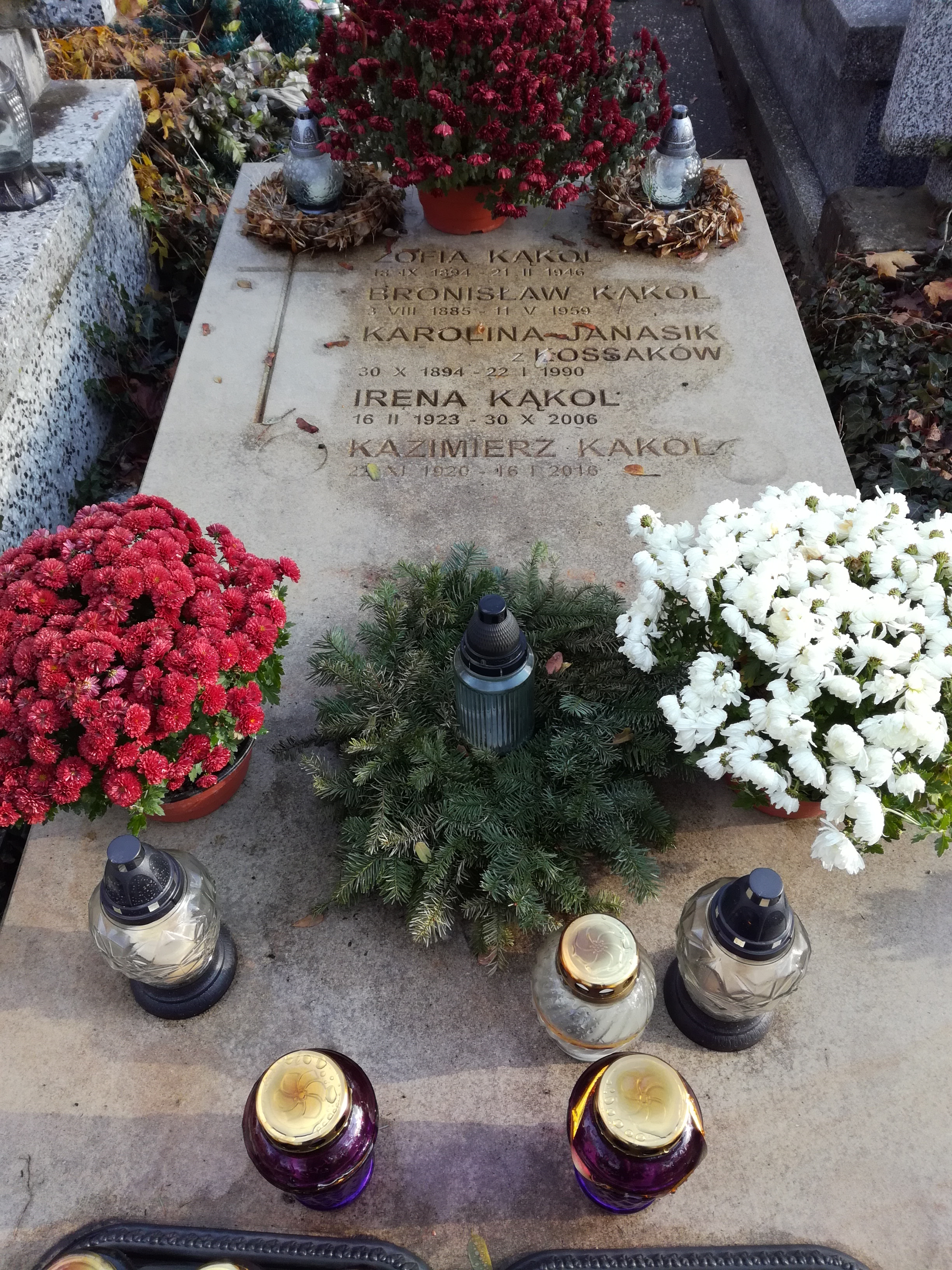
Grób cmentarzu Bródnowskim w Warszawie

W maju 1999 wszedł w skład Rady Naukowej Instytutu Naukowego Związku Żołnierzy Ludowego Wojska Polskiego im. generała Edwina Rozłubirskiego.
7 marca 2006 w Warszawie udzielił wywiadu Annie Kowalczyk z Archiwum Historii Mówionej.
Zmarł 16 stycznia 2016, 27 stycznia 2016 pochowany w obrządku katolickim na cmentarzu Bródnowskim (kwatera 25D-4-13).

## Odznaczenia i wyróżnienia
- Krzyż Komandorski Orderu Odrodzenia Polski (1974)[21]
- Krzyż Oficerski Orderu Odrodzenia Polski
- Krzyż Kawalerski Orderu Odrodzenia Polski
- Krzyż Walecznych
- Złoty Krzyż Zasługi
- Krzyż Partyzancki
- Medal 30-lecia Polski Ludowej
- Medal 40-lecia Polski Ludowej
- Srebrny Medal „Za zasługi dla obronności kraju”
- Złota odznaka "Zasłużonego działacza Zrzeszenia Prawników Polskich"
- Złota Odznaka Honorowa Towarzystwa Przyjaźni Polsko-Radzieckiej (1968)[22]
- Odznaka "Za zasługi dla rozwoju prasy polskiej i Stowarzyszenia Dziennikarzy Polskich" (1974)[23]
- Medal pamiątkowy XXX-lecia Międzynarodowego Zrzeszenia Prawników Demokratów (1977)[24]
- Medal pamiątkowy Wojskowego Instytutu Historycznego(1987)[25]
- Honorowy Medal Międzynarodowej Federacji Bojowników Ruchu Oporu (1986)[26]
- Medal jubileuszowy „Czterdziestolecia zwycięstwa w Wielkiej Wojnie Ojczyźnianej 1941–1945” (ZSRR, 1985)[27]
- Honorowy Członek Zrzeszenia Prawników Polskich" (1980)[28]
- Nagroda indywidualna RSW „Prasa-Książka-Ruch” (1974)[29]
- Nagroda Klubu Publicystów Międzynarodowych za książkę "Adolfa Eichmana droga do Bejt Haam" (1962)[30]

## Publikacje
- Sąd nierychliwy. Książka i Wiedza, 1966.
- Misja na wyspie Sylt, Książka i Wiedza, 1970 (powieść o Powstaniu Warszawskim)
- Kardynał Stefan Wyszyński jakim go znałem, Instytut Wydawniczy Związków Zawodowych, 1985
- Sprawa niemiecka nadal otwarta…?, 1988
- Kościół w PRL. Elementy ewolucji doktryny. Warszawa 1985.
- Spowiedź „pogromcy” Kościoła, ETHOS, 1994
- Marzec 68 – inaczej, Warszawa, 1998
- Wyniesione z pożogi nauki Powstania Warszawskiego, Warszawa, 1999